# Râul Slobod
Râul Slobod este curs de apă afluent al râului Bâsca Mare. 

## Hărți
- Harta Turistică Covasna